# 大分県道216号別府湯布院線
大分県道216号別府湯布院線（おおいたけんどう216ごう べっぷゆふいんせん）は、大分県別府市から由布市に至る一般県道である。

## 概要
九州横断道路（やまなみハイウェイ）の一部を構成する。かつては大分県別府市 - 由布市湯布院町までは1953年（昭和28年）から1970年（昭和45年）まで国道210号に指定されていた。大分県道・熊本県道11号別府一の宮線が由布市湯布院町川西の一部区間で離合困難な区間が存在し、大分県道・熊本県道11号別府一の宮線の当該区間のバイパス的役割を受け持つ。
起点は別府市となっているが、別府湯布院線の一部が1994年（平成6年）4月から主要地方道である大分県道52号別府庄内線の一部として指定されており、別府市側は大分県道52号別府庄内線と重複、さらに大分県道・熊本県道11号別府一の宮線と重複している。そのため、大分県道216号としての単独区間は由布市湯布院町内の中心部から大分自動車道湯布院IC間の部分のみとなる。

### 路線データ
- 起点：大分県別府市楠町（流川通り交差点、国道10号交点、大分県道52号別府庄内線起点）
- 終点：大分県由布市湯布院町川北（川北交差点、国道210号交点）
- バイパス区間：由布市湯布院入口交差点 - 湯布院IC入口交差点

## 歴史
- 1993年（平成5年）5月11日 - 建設省から、県道別府湯布院線の一部を別府庄内線として主要地方道に指定される[1]。

## 路線状況

### 重複区間
- 大分県道52号別府庄内線（別府市楠町・流川通り交差点（起点） - 別府市大字東山・志高湖入口交差点）
- 大分県道・熊本県道11号別府一の宮線（別府市大字南立石・堀田三差路交差点 - 由布市湯布院町川上）

## 地理

### 通過する自治体
- 別府市
- 由布市

### 交差する道路
| 交差する道路                                       | 市町村名 | 交差する場所 | 交差する場所 |
| -------------------------------------------------- | -------- | ------------ | --- |
| 国道10号 大分県道52号別府庄内線 重複区間起点       | 別府市   | 楠町         | 流川通り交差点 / 起点 |
| 大分県道645号亀川別府線                            | 別府市   | 光町         | 流川8丁目交差点 |
| 大分県道218号別府山香線                            | 別府市   | 大字南立石   | 鶴見地獄北交差点 |
| 大分県道・熊本県道11号別府一の宮線 重複区間起点    | 別府市   | 大字南立石   | 堀田三差路交差点 |
| 大分県道52号別府庄内線 重複区間終点                | 別府市   | 大字東山     | 志高湖入口交差点 |
| 大分県道・熊本県道11号別府一の宮線 重複区間終点    | 由布市   | 湯布院町川上 | |
| 大分県道617号鳥越湯布院線                          | 由布市   | 湯布院町川上 | 湯布院交差点 |
| 大分県道50号安心院湯布院線 大分県道679号川上玖珠線 | 由布市   | 湯布院町川上 | |
| 国道210号                                          | 由布市   | 湯布院町川北 | 川北交差点 / 終点 |
| バイパス                                           |          |              | |
| 国道210号 大分県道216号別府由布院線 / 現道         | 由布市   | 湯布院町川北 | 湯布院入口交差点 |
| 国道210号 E34 大分自動車道                         | 由布市   | 湯布院町川北 | 湯布院IC入口交差点 / バイパス終点 9 湯布院IC【北緯33度15分36.2秒 東経131度19分41.3秒 / 北緯33.260056度 東経131.328139度】 |

### 交差する鉄道
- 日豊本線

### 沿線
- 別府亀の井ホテル
- 別府市立山の手中学校（2021年（令和3年）3月に閉校）
- 別府公園
- ビーコンプラザ
- 明豊中学校・高等学校
- 杉の井ホテル
- 別府市立南立石小学校
- 別府ロープウェイ
- 金鱗湖
- 由布市役所湯布院庁舎
- 由布市消防署湯布院出張所
- 由布院郵便局
- 岩下コレクション
- 道の駅ゆふいん（所属上は国道210号）